# Peugeot 2008 DKR
La Peugeot 2008 DKR è un'autovettura da competizione realizzata dalla Peugeot nel 2014 appositamente per competere nella Coppa del Mondo Cross Country Rally, con l'obiettivo principale di vincere la Rally Dakar.

## Sviluppo
La vettura è stata progettata conforme alla normativa tecnica FIA Coppa del Mondo Cross Country Rally Gruppo T1 classe 4, che comprende i cosiddetti "fuoristrada prototipi", a due ruote motrici e spinti da un motore Diesel, sono mezzi privi di correlazione con la produzione di serie, la 2008 DKR dispone quindi di telaio, componenti meccanici e carrozzeria costruiti appositamente per questo tipo di corse. Della Peugeot 2008 stradale riprende solo in parte il nome e qualche vago elemento stilistico per scopi di marketing, ma tecnicamente non deriva da quest'ultima.

## Tecnica

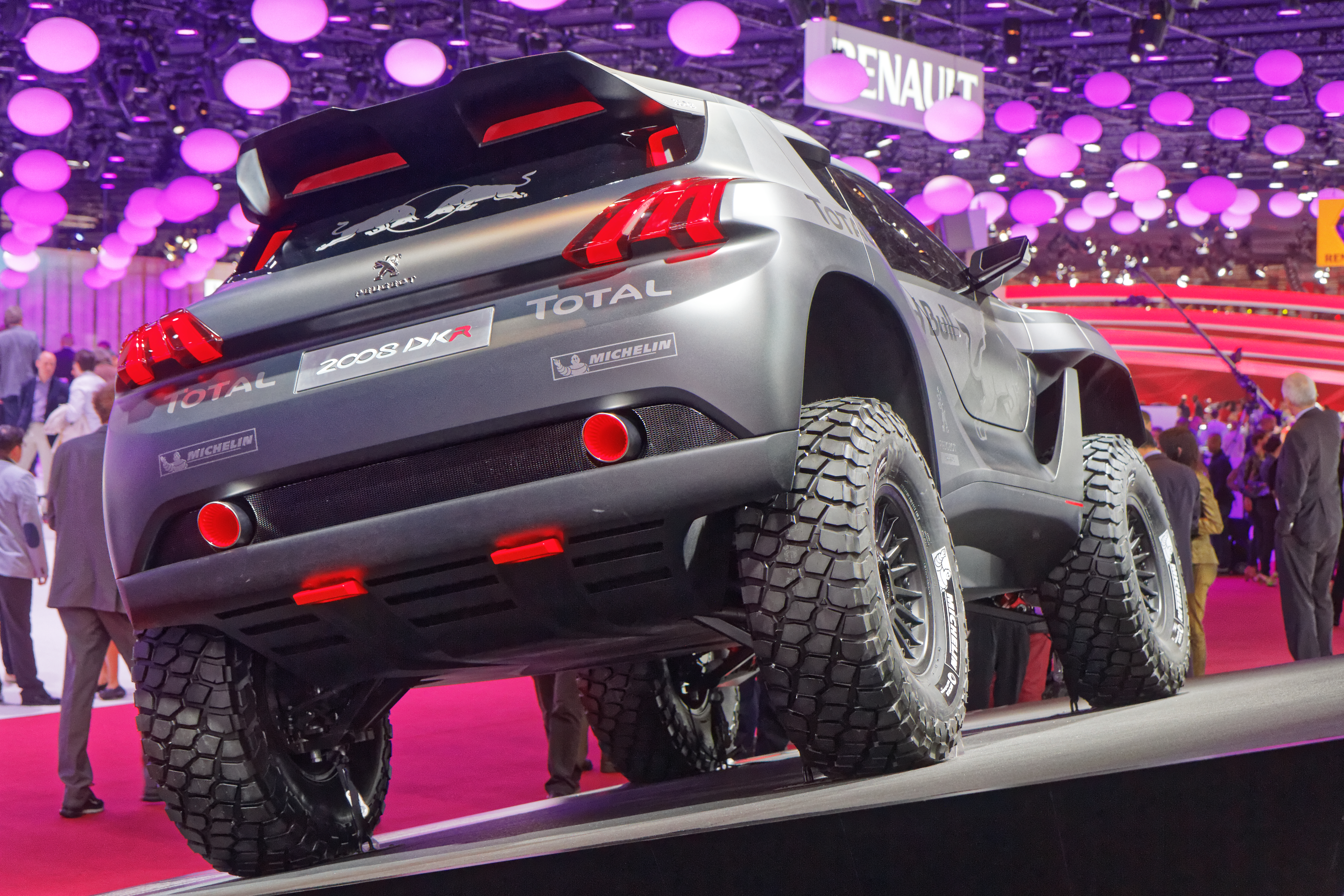
Posteriore di una Peugeot 2008 DKR al Salone di Parigi del 2014

Il mezzo viene mosso da un motore V6 bi-turbodiesel di 3 litri di cilindrata dalla potenza di 340 CV e 800 Nm di coppia motrice. Per sopperire al superamento del terreno accidentato la 2008 DKR dispone di una trazione a due ruote motrici posteriore, è equipaggiata con pneumatici Michelin da 94 cm di diametro e di sospensioni con un'escursione di 460 mm, in quanto la Peugeot ha optato per la classe T1.4 del regolamento FIA (fuoristrada prototipi due ruote motrici), che a fronte di una minore trazione rispetto alle 4X4 consente però un peso minore, la possibilità di montare pneumatici di diametro maggiore e sospensioni con un'escursione superiore rispetto ai 250 mm delle integrali.

## Attività sportiva
Per la partecipazione al raid sono stati ingaggiati i piloti francesi Cyril Despres e Stéphane Peterhansel e lo spagnolo Carlos Sainz.
Nel 2016 alla Dakar la Peugeot schiera quattro 2008 DKR affidate ai piloti: Carlos Sainz, Cyril Despres, Sébastien Loeb e Stéphane Peterhansel; quest'ultimo ha poi vinto la Rally Dakar 2016.